# Зимин, Валерий Дмитриевич (писатель)
Валерий Дмитриевич Зимин (8 марта 1931, ст. Некоуз, Ярославская область — 22 февраля 2014, Санкт-Петербург Волковское кладбище) — детский писатель, драматург.

## Биография
Родился на станции Некоуз Ярославской области, вырос в Ленинграде.
Окончил архитектурно-художественное училище и студию Дома культуры им. Первой пятилетки. Работал реставратором в Эрмитаже, актером в Драматическом театре в Комсомольске-на-Амуре, в театрах Львова, Кривого Рога, режиссёром в областном театре Новгорода.
Первую пьесу-сказку «Деревянный король» написал в 1960 году. Автор сказок «Жила-была Сыроежка», «Играй, Шарманщик!», «Веселая карета!», «Клубничное королевство», «Чубрик», «Брысь! Или истории кота Филофея», «Огонек добра», "Принцесса и горбун" (издана на компакт-дисках издательством Bomba-Piter inc. в 2014 году) 
Всего написал 27 пьес-сказок для театра. Член Союза писателей и Союза театральных деятелей России. Лауреат премии «Северная Пальмира» (2001) за вклад в развитие драматургии. Его пьесы — в репертуаре многих российских ТЮЗов.
Снимался в фильме «Пропавшие среди живых» (1981).
Умер 22 февраля 2014 года в Санкт-Петербурге на 83-м году жизни. Похоронен на Волковском православном кладбище.

## Публикации
- Брысь!, или, История кота Филофея. «Любавич» — Всего страниц: 335. Сказки для театра. — СПб., 1996;
- Волшебные пилюли: Сказка. — СПб., 1997;
- Жил-был кот : пьесы-сказки / В. Д. Зимин. — Санкт-Петербург : Литературный фонд России ; Санкт-Петербург : Дума, 1998. — 136 с. : портр. — ISBN 5-85320-296-0.
- По сказочным дорогам : воспоминания / В. Д. Зимин. — Санкт-Петербург : Дума, 2005. — 319 с., [16] л.ил. — ISBN 5-901800-60-5
- Огонек добра : пьесы-сказки / В. Д. Зимин. — Санкт-Петербург : Балтийские сезоны, 2010. — 557, [2] с. -ISBN 978-5-903368-49-5 :